# Revolution (album, Skillet)
Revolution je dvanácté studiové album americké křesťanské rockové skupiny Skillet. Bylo vydáno 1. listopadu 2024. Jedná se o první album skupiny, které bylo vydáno samostatně.
Název a témata alba vysvětlil frontman kapely John Cooper: „Revoluce, o které na této desce mluvíme, není revolucí politickou a už vůbec ne militaristickou, kterou jsem nikdy nepodporoval. Je to revoluce lásky. Je to revoluce za lásku k nepřátelům“. Na obalu alba je na vlajce kapely v pravém dolním rohu vytištěno 1 COR 13:13, což odkazuje na první list apoštola Pavla Korintským.

## Singly
První singl z alba, „Unpopular“, byl vydán spolu s doprovodným videoklipem 9. srpna 2024.

## Seznam skladeb
| Pořadí         | Název                             | Délka |
| -------------- | --------------------------------- | ----- |
| 1.             | „Showtime“                        | 3:33  |
| 2.             | „Unpopular“                       | 3:05  |
| 3.             | „All That Matters“                | 3:28  |
| 4.             | „Not Afraid“                      | 3:13  |
| 5.             | „Revolution“                      | 3:05  |
| 6.             | „Ash In the Wind“                 | 3:52  |
| 7.             | „Fire Inside of Me“               | 3:52  |
| 8.             | „Defector“                        | 3:19  |
| 9.             | „Happy Wedding Day (Alex's Song)“ | 3:58  |
| 10.            | „Death Defier“                    | 3:37  |
| Celková délka: | Celková délka:                    | 35:06 |

## Obsazení
- John Cooper – hlavní vokály, basová kytara
- Korey Cooper – rytmická kytara, klávesy, doprovodné vokály, programování, aranžér smyčců, syntezátor
- Seth Morrison – hlavní kytara
- Jen Ledger – bicí, spoluzpěv, doprovodné vokály